# Lipjan
Lipjan (in albanese Lipjan; in serbo Липљан?, Lipljan) è una città del Kosovo centrale.

## Storia
La città fu fondata in epoca romana col nome di Ulpiana, da cui deriva il nome attuale, in onore dell'Imperatore Romano Marcus Ulpius Nerva Traianus.

## Geografia antropica

### Suddivisioni amministrative
La municipalità si divide nei seguenti villaggi:
Androvac, Bandulić, Banjica, Brus, Bujance, Bukovica, Varigovce, Velika Dobranja, Veliki Alaš, Veliko Ribare, Vogačica, Vrelo, Vrševce, Glavica, Glanica, Glogovce, Goleško Vrelo, Gornja Gušterica, Gornje Gadimlje, Guvno Selo, Divljaka, Dobrotin, Donja Gušterica, Donje Gadimlje, Zlokućane, Janjevo, Klečka, Konjsko, Konjuh, Krajište, Krajmirovce, Laletić, Lepina, Livađe, Lipljan, Lipovica, Lug, Lugadžija, Magura, Mala Dobranja, Mali Alaš, Malo Gracko, Malo Ribare, Marevce, Medvece, Mirena, Muhadžer Babuš, Novo Rujce, Oklap, Okosnica, Plitković, Poturovce, Rabovce, Radevo, Rusinovce, Sedlare, Skulanevo, Slovinje, Smoluša, Staro Gracko, Staro Rujce, Suvi Do, Teća, Topličane, Torina, Trbovce, Crni Breg, Čelopek, Čučuljaga e Šišarka.

## Società

### Evoluzione demografica
| Composizione etnica |          |   |       |   |        |   |          |   |      |   |         |   |          |   |        |   |        |
| Anno/Etnia          | Albanesi | % | Serbi | % | Turchi | % | Bosniaci | % | Roma | % | Ashkali | % | Egiziani | % | Gorani | % | Totale |
| 2013                | 54 467   |   | 540   |   | 128    |   | 42       |   | 342  |   | 1 812   |   | 4        |   | 9      |   | 57 605 |